# Tupac Shakur
Tupac Amaru Shakur (16. juni 1971 – 13. september 1996), bedre kendt under sine kunstnernavne 2Pac og kortvarigt som Makaveli, var en amerikansk rapper, aktivist, digter og skuespiller. Shakur har solgt over 75 millioner albummer på verdensplan, hvilket gør ham til en af de bedst sælgende musik-kunstnere gennem tiderne. Han blev født i Harlem i New York City, men i 1986 flyttede hans familie til Baltimore, hvor han kom på Baltimore School for the Arts, for endelig i 1988 at bosætte sig i Californien. Begge hans forældre og flere andre i hans familie var medlemmer af De Sorte Pantere, hvis idealer er blevet afspejlet i hans sange.
Han begyndte sin karriere som roadie og danser for den alternative hiphop gruppe Digital Underground, og debuterede i 1991 med soloalbummet 2Pacalypse Now efterfulgt af Strictly 4 My N.I.G.G.A.Z. i 1993. Senere dannede han gruppen Thug Life, der udsendte deres album Thug Life: Volume 1 i 1994. På de tre albummer viste han et imponerende flow og et stort talent for at tage sociale emner op på en måde, der appellerede til et bredt publikum i tiden.
Han var også involveret i en række kriminalsager, der bl.a. omfattede skyderi og voldtægt. Nogle af episoderne blev anset for at være en del af et opgør mellem West Coast-rapscenen, repræsenteret af Shakur, og East Coast-rapperne The Notorious B.I.G. og Sean Combs. I november 1994 blev han således skudt ned på Manhattan, i hvad han selv anså for at være et bagholdsangreb iscenesat af de to førnævnte East Coast-rappere. Han overlevede episoden, men blev i 1995 idømt en fængselsstraf for et tidligere begået seksuelt overgreb. Mens han sad fængslet udgav han det anmelderroste album Me Against the World, der solgte 240.000 eksemplarer i udgivelsesugen, hvilket var en rekord for en solo rapper på daværende tidspunkt.
Efter han blev løsladt i oktober 1995 dannede han sammen med Yaki Kadafi rapgruppen Outlawz. Han havde også skrevet kontrakt med det berygtede, multi-million dollar pladeselskab, Death Row Records, og udgav i 1996 det anmelderroste dobbeltalbum, All Eyez on Me, der alene i USA har solgt 5,8 mio. eksemplarer. Senere samme år udgav han det mere mørktonede og dystre The Don Killuminati: The 7 Day Theory under hans alias Makaveli.
Sideløbende med karrieren som rapper spillede han også med i en række film, bl.a. John Singletons Poetic Justice (1993), hvor han spillede overfor Janet Jackson. Flere dokumentarfilm har desuden forsøgt at kulegrave diverse aspekter af hans dramatiske liv og død.
Den 7. september 1996 blev han skudt i et såkaldt drive-by shooting i krydset mellem Flamingo Road og Koval Lane i Las Vegas, Nevada. Han blev indlagt på hospitalet, hvor han døde seks dage senere, som følge af sine kvæstelser. Dødsfaldet medvirkede til hans øgede popularitet, og efterfølgende er der blevet udsendt flere albummer med tidligere optagede numre, senest Pac's Life fra 2006.

## Opvækst
Tupac Amaru Shakur blev født i East Harlem, en del af Manhattan i New York City. Han blev opkaldt efter Túpac Amaru II, en peruviansk revolutionær, der førte et indfødt oprør mod Spanien som efterfølgende blev henrettet.
Hans mor Afeni Shakur og hans far Billy Garland var aktive medlemmer af De Sorte Pantere i New York City i slutningen af 1960'erne og starten af 1970'erne; han blev født blot en måned efter sin mors frifindelse på mere end 150 anklager om "Sammensværgelse mod den amerikanske regering og New Yorks seværdigheder" i New Yorks 21 retssag mod De Sorte Pantere.
Selvom det ikke er bekræftet af hans familie, er der flere angivne kilder (herunder den officielle ligsynsmand rapport) hvor der står han blev døbt Lesane Parish Crooks. Dette navn blev angiveligt skrevet på fødselsattesten, fordi hans mor frygtede hendes fjender vil gøre hendes søn fortræd, og skjulte hans sande identitet ved hjælp af et andet efternavn. Hun ændrede det senere, efter hendes separation fra Garland og ægteskabet med Mutulu Shakur.
Shakur familien var omgivet af problemer og fængselsstraffe fra en tidlig alder. Hans gudfar, Elmer "Geronimo" Pratt, en højtstående mand i De Sorte Pantere, blev dømt for at myrde en lærer i 1968 under et røveri, selvom hans straf senere blev ændret. Hans stedfar, Mutulu, tilbragte fire år på FBIs liste over de ti mest eftersøgte, en liste han kom på i 1982. Mutulu var eftersøgt for at have hjulpet sin søster Assata Shakur (også kendt som Joanne Chesimard) med at flygte fra et fængsel i New Jersey, hvor hun afsonede en dom for at have dræbt en politibetjent i 1973. Mutulu blev fanget i 1986 og fængslet for et røveri mod en Brinks pansrede lastbil, hvor to politifolk og en vagt blev dræbt. Shakur har også en halv-søster, Sekyiwa og en ældre stedbror, Mopreme "Komani" Shakur, som også har optrådt på mange af hans sange.
I en alder af tolv, blev han optaget i Harlems 127. Street Repertory Ensemble og blev castet som den unge Travis Younger til teaterstykket A Raisin in the Sun, som blev spillet på Apollo Teateret. I 1986 flyttede familien til Baltimore i Maryland. Efter at have afsluttet sit andet år på Paul Laurence Dunbar High School, begyndte han på Baltimore School for the Arts, hvor han studerede skuespil, poesi, jazz og ballet. Han optrådte også med Shakespeare-skuespil, og spillede rollen som Musekongen i Nøddeknækkeren. Shakur, ledsaget af en af hans venner, Dana "Mus" Smith, som hans beatbox, vandt de fleste af de mange rap-konkurrencer, han deltog i og blev anset for at være den bedste rapper på skolen. Han blev husket som en af de mest populære på skolen på grund af hans sans for humor, overlegne rap kvalifikationer og evnen til at være sammen med alle menneskemængder.
Han udviklede et nært venskab med den unge Jada Pinkett (senere Jada Pinkett Smith), som varede indtil hans død. I dokumentarfilmen Tupac: Resurrection, udtaler Shakur: "Jada er mit hjerte, hun vil være min ven i hele mit liv,." Og Pinkett kalder ham "en af mine bedste venner. Han var som en bror. Det var udover venskab for os. Den type forhold vi havde, får du kun én gang i livet." Shakur skrev også digte til Pinkett, et med titlen "Jada" som han skrev i sin bog The Rose That Grew From Concrete og et andet kaldet "The Tears in Cupid's Eyes". I løbet af sin tid på kunstskolen, begyndte han at date lederens datter for Baltimores Kommunistiske Parti.
I sommeren 1988 flyttede han og hans familie til Marin City i  Californien, som på daværende tidspunkt var en by med socialt boligbyggeri. Byen ligger 8 kilometer nord fra San Francisco, hvor han begyndte på Tamalpais High School i nærheden af Mill Valley. Han begyndte i Leila Steinbergs poesi-klasse i 1989. Det samme år, arrangerede Steinberg en koncert med den tidligere gruppe Strictly Dope, koncerten førte ham til at blive underskrevet med Atron Gregory, som satte ham i forbindelse med Digital Underground, hvor han blev roadie og danser i 1990.

## Karriere
Hans professionelle musikkarriere begyndte i 89, da han debuterede sine rap som støtte-vokal i Digital Undergrounds "Same Song" fra soundtracket til filmen Nothing but Trouble (1991). Sangen blev senere udgivet som den ledende sang, da den udkom på en EP'en This is an EP Release. Han medvirkede også i den medfølgende musikvideo. Efter hans rap, medvirkede han på et Digital Underground album, Sons of the P. I november 1991 udgav han sit debutalbum 2Pacalypse Now.
2Pacalypse Now toppede ikke så godt på hitlisterne som hans fremtidige album. Hans andet album, Strictly 4 My N.I.G.G.A.Z. blev udgivet i 1993. Albummet klarede sig markant bedre end det forrige, det debuterede som nummer 24 på Billboard 200. Men den reelle kommercielle succes kom i 1995, da han udgav sit tredje album med titlen Me Against the World, som debuterede på toppen af Billboard 200 og solgte to millioner eksemplarer. Hans efterfølgende album, All Eyez on Me, er til dato den hans mest solgte. Albummet debuterede som nummer #1 og har solgt over 12 millioner eksemplarer indtil nu og anses som blandt de bedste rapalbum nogensinde. Resten af hans albummer er alle efterfølgende blevet udgivet efter hans død. Fire af disse albummer er blevet certificeret multi-platin og tre af dem toppede Billboard 200, mens alle disse toppede den amerikanske R&B Charts. Hans Greatest Hits fra 1998 har solgt over 10 millioner eksemplarer i USA og er af RIAA blevet certificeret Diamond.

### Thug Life
I slutningen af 1993 dannede han rapgruppen Thug Life med en række af sine venner, herunder Big Syke, Macadoshis, hans stedbror Mopreme Shakur, og Rated R. Gruppen udgav deres eneste album Thug Life: Volume 1 den 26. september 1994, som solgte guld. Albummet indeholdt singlen "Pour Out a Little Liquor" produceret af Johnny "J", der efterfølgende producerede en stor del af All Eyez on Me og mange andre af hans albummer senere.

## Death Row Records
Efter at være blevet løsladt fra fængslet Clinton Correctional Facility i oktober 1995, begyndte han straks at lave ny musik. Han startede en ny gruppe op sammen med Yaki Kadafi kaldet Outlaw Immortalz. Shakur begyndte at indspille sit første album med Death Row Records og udgav singlen "California Love" kort efter. Den 13. februar 1996 udkom hans fjerde soloalbum, All Eyez on Me. Albummet solgte 566.000 eksemplarer i den første uge og havde ved udgangen af 1996 solgt over 6 millioner eksemplarer. Dette dobbeltalbum var det første og andet i hans tre-album kontrakt med Death Row Records. Albummet var en generel afvigelse fra den indadvendte genstand Me Against the World, der var en mere orienteret "thug" (bølle) og gangster mentalitet på det nye album. 
Shakur fortsatte med at indspille musik på trods af stigende problemer hos pladeselskabet. Dr. Dre valgte at forlade selskabet, og dannede i stedet sit eget, Aftermath Entertainment. Shakur fortsatte med at producere og indspille hundredvis af numre i løbet af sin tid hos Death Row Records. De fleste af numrene er senere blevet udgivet på album, som fx R U Still Down? (Remember Me), Still I Rise, Until the End of Time, Better Dayz, Loyal to the Game og Pac's Life. Han begyndte også processen med at optage et album med Boot Camp Clik og deres pladeselskab Duck Down Records, begge New York-baserede med titlen One Nation.
Den 4. juni 1996 udgav han og Outlawz en sang kaldet "Hit 'Em Up", hvilket er et sønderlemmende lyrisk angreb på Biggie Smalls og andre med personer med tilknytning til ham. I sangen, hævdede Shakur at have haft samleje med Faith Evans, Biggies kone på daværende tidspunkt. Han angreb også Bad Boy Records troværdighed. Selvom ingen konkrete beviser tyder på, så blev Shakur overbevist om, at nogle medlemmer forbundet med Bad Boy Records havde kendskab til røveriet og skudepisoden mod ham tilbage i 1994. Shakur tilpassede sig med Suge Knight, Death Row Records' administrerende direktør, der allerede var bitter mod Sean Combs over en hændelse på Platinum Club i Atlanta i Georgia i 1995, hvor Suge Knights ven og bodyguard Jake Robles døde. Suge Knight var fast besluttet i ytringen af sine mistanker om at Combs var involveret.

### Outlawz
Da han dannede gruppen Outlawz, gav han hver af dem et navn på en diktator / militær leder eller en fjende af USA.
- Yaki Kadafi, efter Libyens diktator Muammar Gaddafi
- Hussein Fatal, efter Iraks leder Saddam Hussein
- Mussolini (tidligere Big Syke), efter Italiens diktator Benito Mussolini
- Komani (Shakurs halvbror Mopreme Shakur), efter Den iranske revolutions Ruhollah Khomeini
- Kastro, efter Cubas leder Fidel Castro
- E.D.I. Mean, efter Ugandas diktator Idi Amin
- Napoleon, efter Napoleon Bonaparte

Til sig selv, skabte Shakur det alias "Makaveli" fra Renæssancens italienske filosof og strateg Niccolò Machiavelli hvis skrifter inspirerede ham mens han sad i fængsel, men som også prædikede at en leder kunne eliminere sine fjender med alle nødvendige midler.
Han nævnte "Makaveli Records" nogle gange før han døde. Dette skulle være et pladeselskab for opkommende kunstnere, som Shakur havde en interesse i at udvikle. Hans egne fremtidige projekter skulle også blive udgivet af selskabet.

## Indflydelse
Shakurs musik og filosofi er forankret i mange amerikanske, afrikansk-amerikansk, og andre verdens enheder, herunder De Sorte Pantere, sort nationalisme, egalitarisme og frihed. Hans debutalbum, 2Pacalypse Now afslørede en socialt bevidst side af ham. På dette album angreb han social uretfærdighed, fattigdom, politivold, racisme og teenage-graviditet på sange som "Brenda's Got a Baby", "Trapped" og "Part Time Mutha". Hans stil på dette album blev stærkt påvirket af den sociale bevidsthed og Afrocentrism gennemtrængende hiphop i slutningen af 1980'erne og begyndelsen af 1990'erne. På denne første udgivelse, hjalp Shakur med at udvide succesen af sådanne rapgrupper som Boogie Down Productions, Public Enemy, X-Clan og Grandmaster Flash. Shakur blev en af de første store socialt bevidste rapper fra den amerikanske vestkyst.
På sit andet album, fortsatte han med at rappe om de sociale vanskeligheder, som afroamerikanere står over for, bl.a. med sange som "The Streetz R Deathrow" og "Last Wordz". Han viste også sin medfølende side med hymnen "Keep Ya Head Up", samtidig med han satte sin legendariske aggressivitet på skærmen med titelnummeret fra Strictly 4 My N.I.G.G.A.Z. tilføjede han også en hyldest til sin tidligere gruppe, Digital Underground ved at inkludere dem på det legendariske nummer "I Get Around". Gennem hele hans karriere, kan en mere aggressiv holdning ses i de efterfølgende album.
De modstridende emner som social ulighed og uretfærdighed, tøjlesløs aggression, medfølelse, leg og håb, fortsatte med at forme hans arbejde, som det ses med udgivelsen af hans succesfulde album Me Against the World fra 1995. I 1996 udgav han All Eyez on Me, hvor mange af disse sange betragtes af mange kritikere til at være klassiskere, herunder "Ambitionz Az a Ridah", "I Ain't Mad at Cha", "California Love", "Life Goes On" og "Picture Me Rollin'". All Eyez on Me var en ændring af stil, hvis man sammenligner det med hans tidligere album. Mens dele af albummet stadig indeholder socialt bevidste sange og temaer, blev albummet kraftigt påvirket af festsange og tendens til at have en mere "feel good" stemning end sine første album. Han beskrev det som en hyldest til livet, og albummet var både en kritisk og kommerciel succes.
Han nød, og blev påvirket af, musikken af moderne engelske og irske popmusikere da han var teenager, såsom Kate Bush, Culture Club, U2 og Sinéad O'Connor.

## Personligt liv
Shakur var en flittig boglæser. Han blev inspireret af en lang række forskellige forfattere, herunder William Shakespeare, Niccolò Machiavelli, Donald Goines, Sun Tzu, Kurt Vonnegut, Mikhail Bakunin, Maya Angelou, Alice Walker, og Khalil Gibran. I bogen Holler If You Hear Me: Searching for Tupac Shakur, beskriver professor Michael Eric Dyson ved University of Pennsylvania Avalons oplevelsen at besøge hjemmet af Shakurs ven og promoter Leila Steinberg for at finde "havet af bøger" der engang tilhørte Shakur.
Shakur erklæerede sig aldrig efter en bestemt religion, men i hans tekster i singler såsom "Only God Can Judge Me" og digte fra The Rose That Grew from Concrete er det antyder, at han troede på Gud. Det betyder, at mange analytikere i øjeblikket beskriver ham som en deist. Han troede angiveligt på Karma, men afviste et bogstaveligt efterliv og organiseret religion.

## Lovmæssige problemer

### Sagsanlæg omkring politivold
I oktober 1991 sagsøgte han politiet i Oakland for 10 millioner dollar, efter han angivelgt var blevet brutalt banket ned af to betjente, fordi han havde begået fumlegængeri. Shakur modtog senere omkring 43.000 dollar i et forlig, hvoraf størstedelen af pengene dog gik til advokatregninger.

### Skudepisode i Marin City
Den 22. august 1992 i Marin City i Californien optrådte han ved en udendørs festival, og opholdt sig en times tid bagefter for at underskrive autografter. Nogle tidligere negative bemærkninger fremsat af ham om Marin City førte til en konfrontation, hvor rapperen trak en Colt Mustang og ved et uheld faldt den. Da den ramte jorden gik et skud af. Selvom ingen i mængden blev ramt eller såret af skud, blev en 6-årige dreng ved navn Qa'id Walker-Teal omkring 100 meter væk ramt og dræbt af en kugle, mens han kørte på sin cykel på en legeplads. Nogle kilder rapporterer, at drengen var offer for en vildfaren kugle i en skudveksling mellem Shakurs omgivelser og en rival gruppe.
Shakur og Mopreme sad i deres bil og blev stoppet af et bandemedlem ved et tilfælde også lige foran sheriffens transformerstation. Politiet "anholdte" dem og tog de to i forvaring, men de blev hurtigt løsladt uden sigtelse. I 1995 blev der anlagt sag an mod Shakur af Qa'id Walker-Teals mor. Men den ballistiske test viste at det ikke var kuglen der dræbte drengen. Shakurs advokat oplyste, at festivalen var en "grim situation" og hans klient var rørt over den unge drengs død. Shakurs pladeselskab (på daværende tidspunkt Interscope Records) indgik et forlig med moren og betalte et sted mellem 300.000 – 500.000 dollars.

### Skudepisode i Atlanta
I oktober 1993 var de to brødre og politibetjente uden for tjenesten Mark og Scott Whitwell i Atlanta i Georgia med deres koner for at feste. Da de krydsede gaden, kørte en bil med Shakur inde i forbi dem og ramte dem næsten, hvorefter Whitwells brødrene startede et skænderi med chaufføren. Shakur og de andre passagerer blev derefter hentet af en anden forbikørende bil. Shakur skød den ene af Whitwells brødrene i ballerne og den anden i benet, ryggen eller maven, efter forskellige nyhedsindslag. Der var ingen andre skader, men Mark Whitwell blev anklaget for at have skudt på Shakurs bil og senere for at lyve til politiet i løbet af undersøgelsen. 
Anklagemyndigheden besluttede dog at frafalde alle sigtelser mod alle parter.

### Seksuelt overgreb
I november 1993 blev han og andre fra hans omgangskreds anklaget for seksuelt overgreb på en kvinde på et hotelværelse i New York City. Ifølge anklageren skulle Shakur have misbrugt kvinden og derefter opfordrede sine venner til at seksuelt misbruge hende. Han afviste anklagerne. Ifølge Shakur, havde han nogle dage forinden haft relationer med kvinden, da hun udførte oralsex på ham på et dansegulv i en natklub, og de to havde senere frivillig sex på hans hotelværelse. Anklageren hævdede, at de seksuelle overgreb havde fundet sted, efter kvindens andet besøg på Shakurs hotelværelse, og at han og venner fra hans omgangskreds voldtog hende.
Shakur hævdede, at han var faldt i søvn, kort efter kvinden ankom og senere vågnede op til hendes beskyldninger om voldtægt og juridiske trusler. I den efterfølgende retssag blev han dømt for seksuelt overgreb. Ved domsafsigelsen blev han idømt 1½–4½ år i fængsel, dommeren beskrev forbrydelsen som "brutal vold mod en hjælpeløs kvinde." Efter at have afsonet en del af sin straf, blev han løsladt mod kaution indtil appelsagen. Den 5. april 1996 idømte en dommer ham til at afsone 120 dages fængsel for at overtræde vilkårene for sin løsladelse mod kaution.

### Fængselsstraf
Shakur påbegyndte af afsone sin fængselsstraf den 14. februar 1995 i fængslet Clinton Correctional Facility i byen Dannemora i staten New York. Kort efter udgav han sit multi-platin album Me Against the World. Han blev den første kunstner nogensinde, der havde et album som lå nummer et på Billboard 200, mens han sad i fængsel. Me Against the World gjorde sin debut på Billboard 200 og opholdt sig på toppen af hitlisterne fire uger i træk. Albummet solgte 240.000 eksemplarer i den første uge, hvilket satte en rekord for den højeste første uges salg af en solo rapkunstner på daværende tidspunkt. Mens han afsonede, giftede han sig med sin mangeårige kæreste, Keisha Morris, den 4. april 1995, men parret blev senere skilt i 1996. Mens han sad fængslet, læste han mange bøger af Niccolò Machiavelli samt Sun Tzus The Art of War og andre værker af politisk filosofi og strategi. Han skrev også et manuskript med titlen Live 2 Tell under afsoningen, en historie om en teenager, der bliver en narkobaron.
I oktober 1995 var han sag kommet for en appel, men på grund af alle hans advokatomkostninger kunne han ikke betale 1.4 millioner dollar i kaution. Efter at have afsonet elleve måneder af sine 1½–4½ års fængsel, blev han  løsladt fra fængslet, hvilket i høj grad skyldes den hjælp og indflydelse han fik fra Suge Knight, medejeren og stifteren af Death Row Records. Knight betalte hans kaution på 1.4 millioner dollar, og derefter skulle Shakur således udgive tre studiealbum under Death Row Records.

## Attentater mod Shakur

### Skuddrama ved Quad Studios
Om natten den 30. november 1994, dagen før domsafsigelsen i sagen om seksuelt overgreb, blev han skudt fem gange og berøvet inde i lobbyen på Quad Recording Studios på Manhattan af to bevæbnede mænd i militæruniformer. Han anklagede senere Sean Combs, Andre Harrell og Biggie Smalls for at have haft noget med episoden at gøre. Han mistænkte også sin nære ven og kompagnon, Randy "Stretch" Walker, for at være involveret. Ifølge lægerne på Bellevue Hospital Center, hvor han blev indlagt umiddelbart efter hændelsen, havde han fået fem skudsår, to gange i hovedet, to gange i lysken og et der gik gennem armen. Han udskrev sig selv ud af hospitalet mod lægernes vilje, blot tre timer efter operationen. I de efterfølgende dage ankom han i en kørestol til retsbygningen, hvor hans sag om seksuelt overgreb var for retten. Den 6. februar 1995 blev han idømt 1½–4½ år i fængsel for seksuelt overgreb.
Et år senere, den 30. november 1995 blev Stretch dræbt efter at være blevet skudt to gange i ryggen af tre mænd, der kørte op ved siden af hans grønne minivan på 112. Ave. og 209. St. i Queens Village, mens han kørte. Hans minivan ramte ind i træ og en parkeret bil, før den væltede.
Den 27. marts 2008 udsendte Los Angeles Times en undskyldning for at de bebrejde Combs for at have haft en rolle i sagen. Artiklen oplyste, at Shakur blev overtalt til studiet af Biggies medarbejdere for at de kunne skyde ham. Avisen har også påberåbt sig forfalskede dokumenter af The Smoking Gun, som viste sig at være forfalsket. Combs erklærede, at han væmmedes ved LA Times for at have trykt historien.
Den 15. juni 2011 indrømmede en indsat dette røveri og skudepisoden, som hævder at være blevet hyret til at gøre det for James Rosemond, ejeren af Czar Entertainment.

### Mordet på Shakur
Om aftenen den 7. september 1996 deltog han i Mike Tyson–Bruce Seldons boksekamp på MGM Grand i Las Vegas i Nevada. Efter at have forladt kampen, fik en af Suge Knights vagter øje på den 21-årige Orlando "Baby Lane" Anderson i MGM Grand lobbyen. Anderson var medlem af Southside Crips og Shakur blev informeret af Knights vagt, hvorefter Shakur angreb Anderson i lobbyen. Overfaldet blev optaget af hotellets videoovervågning. Tidligere samme år havde Anderson og medlemmer af Crips overfaldet og berøvet et medlem af Death Rows omgangskreds i en Foot Locker butik, og det var sandsynligt derfor Shakur valgte at angribe Anderson. Efter slagsmålet, kørte han sammen med Knight til Death Rows-ejede natklub Club 662 (nu kendt som restaurant / Club Seven). Han kørte med i Knights BMW 750iL sedan.
Klokken 22:55, mens de holdt ved et rødt lys rullede Shakur sit vindue ned og en fotograf tog et billede. Omkring 23:00 – 23:05 blev de standset på Las Vegas Blvd. af Metrocykel-politiet for at spille for højt musik i bilen, og for at ikke have nummerplader på. Nummerpladerne blev fundet i bilens bagagerum, så de fik lov at køre og slap for en bøde. Omkring 23:10, mens de stoppede ved rødt lys på Flamingo Road nær krydset af Koval Lane foran Maxim Hotel kørte en bil med to kvinder op på venstre side af dem. Shakur, der stod op gennem soltaget, udvekslet ord med de to kvinder og inviterede dem med til Club 662. Omkring klokken 23:15, kørte en hvid fire-døres sedan-model Cadillac med et ukendt antal passagerer op på bilens højre side, og rullede derefter vinduerne ned og affyrede hurtigt en byge af skud på Shakur; kuglerne ramte ham i brystet, bækken og hans højre hånd og lår.
En af kuglerne ramte også hans højre lunge. Suge Knight blev ramt i hovedet af fragmenter, og det menes også at en kugle snittede ham. Ifølge Knight, ramte en kugle fra skyderiet ham i hans kranie, men medicinske rapporter afviste senere denne udtalelse. På hospitalet blev han lagt i koma, men om eftermiddagen den 13. september 1996 døde han af sine indre blødninger - lægerne forsøgte genoplivning, men de kunne ikke stoppe blødningerne.
Den officielle dødsårsag blev noteret som respirationssvigt og kardiopulmonale skudsår. Hans krop blev kremeret den næste dag, og noget af hans aske blev senere blandet med hash og røget af medlemmer af Outlawz.

## Diskografi

### Studiealbummer
| År   | Album                                 | Hitliste positioner | Hitliste positioner | Certificeringer | Certificeringer |
| År   | Album                                 | US                  | US R&B              | US              | CAN             |
| ---- | ------------------------------------- | ------------------- | ------------------- | --------------- | --------------- |
| 1991 | 2Pacalypse Now                        | 64                  | 13                  | Guld            |                 |
| 1993 | Strictly 4 My N.I.G.G.A.Z.            | 24                  | 4                   | Platin          |                 |
| 1994 | Thug Life: Volume 1                   | 42                  | 6                   | Guld            |                 |
| 1995 | Me Against the World                  | 1                   | 1                   | 2× Platin       |                 |
| 1996 | All Eyez on Me                        | 1                   | 1                   | 9× Platin       | Platin          |
| 1996 | The Don Killuminati: The 7 Day Theory | 1                   | 1                   | 4× Platin       | Guld            |

### Albummer udgivet efter hans død
| År   | Album                         | Hitliste positioner | Hitliste positioner | Certificeringer | Certificeringer |
| År   | Album                         | US                  | US R&B              | US              | CAN             |
| ---- | ----------------------------- | ------------------- | ------------------- | --------------- | --------------- |
| 1997 | R U Still Down? (Remember Me) | 2                   | 1                   | 4× Platin       |                 |
| 1998 | Greatest Hits                 | 3                   | 1                   | Diamant         |                 |
| 1999 | Still I Rise                  | 6                   | 2                   | Platin          | Guld            |
| 2001 | Until the End of Time         | 1                   | 1                   | 3× Platin       | 2× Platin       |
| 2002 | Better Dayz                   | 5                   | 1                   | 2× Platin       | 3× Platin       |
| 2003 | Tupac Resurrection            | 2                   | 3                   | Platin          |                 |
| 2004 | Loyal to the Game             | 1                   | 1                   | Platin          |                 |
| 2006 | Pac's Life                    | 9                   | 3                   |                 |                 |

## Filmografi

### Film
| År   | Titel                          | Rolle                     | Noter                                                                                 |
| ---- | ------------------------------ | ------------------------- | ------------------------------------------------------------------------------------- |
| 1991 | Nothing but Trouble            | Ham selv                  | Medvirker i en kortvarig scene                                                        |
| 1992 | Juice                          | Bishop                    | Første hovedrolle                                                                     |
| 1992 | Drexell's Class                | Ham selv                  | Sæson 1: "Cruisin'"                                                                   |
| 1993 | A Different World              | Piccolo                   | Sæson 6: "Homie, Don't You Know Me?"                                                  |
| 1993 | Poetic Justice                 | Lucky                     | Hovedrolle sammen med Janet Jackson                                                   |
| 1993 | In Living Color                | Ham selv                  | Sæson 5: "Ike Turner and Hooch"                                                       |
| 1994 | Above the Rim                  | Birdie                    | Hovedrolle sammen Duane Martin                                                        |
| 1995 | Murder Was the Case: The Movie | Sniper                    | (Ukrediteret). Segment "Natural Born Killaz".                                         |
| 1996 | Bullet                         | Tank                      | Udgivet en måned efter Shakurs død                                                    |
| 1997 | Gridlock'd                     | Ezekiel 'Spoon' Whitmore  | Udgivet flere måneder efter Shakur død                                                |
| 1997 | Gang Related                   | Detective Rodríguez       | Shakurs sidste optræden i en film                                                     |
| 2003 | Tupac: Resurrection            | Ham selv                  | Officiel dokumentarfilm                                                               |
| 2009 | Notorious                      | Ham selv (arkivmateriale) | Spilles af Anthony Mackie                                                             |
| 2012 | Tupac                          | Ham selv (arkivmateriale) | Den officielle biografiske film om Tupac Shakur. Filmen er i øjeblikket i produktion. |
| 20?? | Live 2 Tell                    | Manuskriptforfatter       | Skrevet af Shakur i 1995                                                              |

### Dokumentarfilm
Shakurs liv er blevet anerkendt i store og små dokumentarfilm, der hver forsøger at vise de mange forskellige hændelser i løbet af hans korte karriere og levetid, især den Academy Award nominerede Tupac Resurrection fra 2003.
- 1997: Tupac Shakur: Thug Immortal
- 1997: Tupac Shakur: Words Never Die (TV)
- 2001: Tupac Shakur: Before I Wake...
- 2001: Welcome to Deathrow
- 2002: Tupac Shakur: Thug Angel
- 2002: Biggie & Tupac
- 2002: Tha Westside
- 2003: 2Pac 4 Ever
- 2003: Tupac: Resurrection
- 2004: Tupac vs.
- 2004: Tupac: The Hip Hop Genius (TV)
- 2006: So Many Years, So Many Tears
- 2007: Tupac: Assassination
- 2009: Tupac: Assassination II: Reckoning